# Madden NFL '95
Madden NFL '95 är ett amerikansk fotboll-spel från 1994, namngivet efter John Madden. Spelet släpptes även till Game Boy, under titeln Madden '95. Spelet innehåller också signaturmelodin från NFL on Fox.

### Fotnoter
1. 1 2  ”Arkiverade kopian”. Arkiverad från originalet den 2 oktober 2013. https://web.archive.org/web/20131002215621/http://www.gamefaqs.com/gameboy/585792-madden-95/data. Läst 29 september 2013.
2. 1 2  ”Arkiverade kopian”. Arkiverad från originalet den 2 oktober 2013. https://web.archive.org/web/20131002215237/http://www.gamefaqs.com/snes/588457-madden-nfl-95/data. Läst 29 september 2013.
3. 1 2  ”Arkiverade kopian”. Arkiverad från originalet den 2 oktober 2013. https://web.archive.org/web/20131002215340/http://www.gamefaqs.com/genesis/366824-madden-nfl-95/data. Läst 29 september 2013.
4. 1 2  ”Arkiverade kopian”. Arkiverad från originalet den 2 oktober 2013. https://web.archive.org/web/20131002215249/http://www.gamefaqs.com/gamegear/586731-madden-nfl-95/data. Läst 29 september 2013.